# Усманов, Батыр Мансурович

## Биография
Усманов Батыр Мансурович — архитектор, по национальности узбек, родился 13 марта 1941 г., в г. Ташкенте.
- В 1969 г. закончил Архитектурный факультет ТашПИ, Действительный членМеждународной Академии архитектуры стран Востока «МААСВ»
- В 1977 г. — Лауреат Государственной премии Узбекистана им. Хамзы.
- В 1988 г. — Заслуженный Архитектор Узбекистана.
- В 1995 г. — Лауреат Международной премии Ага Хана.

Трудовая деятельность:
- с 04.09.1960г по 30.08.1963 г. — служба в рядах Советской Армии;
- 1963—1964 гг. — СУ № 11 треста «Отделстрой2» — техник;
- 1964—1967 гг. — художник в клубе Октябрьской Революции;
- 1968—1971 гг. — институт «Узгоспроект» — ст. техник, руководитель группы архитекторов;
- 1971—1978 гг. — институт «Ташгенплан» — руководитель группы архитекторов, руководительмастерской;
- 1978—1982 гг. — «УзСНРПМ» — Узбекистанская специализированная научно-реставрационнаямастерская (преобразована в институт «УзНИПИреставрация») — руководитель мастерской, главный архитектор отдела;
- 1982—1988 гг. — Узбекистанская экспериментальная научно-реставрационная архитектурно-художественная мастерская при Министерстве культуры РУз — директор;
- 1988—1990 гг. Главное Управление архитектуры и градостроительства г. Ташкента — зам.начальника, начальник;
- 1990—1994 гг. — «Госкомархитектуры» при Госстрое Узбекистана — зам. председателя;
- 1994—2001 гг. — Главное научно-производственное Управление охраны памятников приМинистерстве культуры Узбекистана — начальник управления;
- 2001 — 2017гг — Союз Архитекторов Узбекистана — I зам. председателя.

## Произведения
Список работ, выполненных Усмановым Б. М.
1. Интерьер и экстерьер здания санатория «Узбекистан» в г. Сочи
2. Чайхана на 150 посадочных мест и благоустройство территории санатория «Узбекистан» в г. Сочи
3. Проект рынка «Афрасиёб» в г. Самарканде
4. Здание центральной диспетчерской станции (ЦДС) всех видов транспорта в г. Ташкенте, рядом с Главпочтамтом
5. 12-ти этажный жилой дом на пересечении ул. Ш.Рашидова и Узбекистанской (ныне ул. И.Каримова)
6. Многоквартирный 9-тиэтажный жилой дом по ул. Хуршида
7. Здание института УзНИИПИрестврации, ныне колледж при Исламском университете
8. Реставрация Дома Великого князя Романова (ныне Дом приёмов МИД Узбекистана) в г. Ташкенте
9. Реставрация памятников культурного наследия Узбекистана в городах Самарканд, Бухара, Хива, Ташкент, Фергана, Наманган, Андижан, Джиззак, Термез, Кармане, Шахрисябз, Карши и др.

Усманов Батыр Мансурович представлял Узбекистан на ассамблее ЮНЕСКО, презентовал доклад и получил одобрение на включение города Бухары в Мировую Сокровищницу ЮНЕСКО.